# Saragata
Pour l’article ayant un titre homophone, voir Caracol.
Saragata ou Sargata (en kirghize et en russe : Саргата) est une ville du Kirghizistan dans le raion de Toktogul dans la province de Djalal-Abad. Sa population s'élevait à 2 962 habitants en 2021.